# 金凤街道 (常德市)
金凤街道是中华人民共和国湖南省常德市西洞庭管理区下辖的一个街道办事处。

## 行政区划
金凤街道下辖以下村级行政区划单位：
东北湾社区、中洲村、龙洲村、团结村、清水塘村、棠叶湖村和白芷湖村。